# Enrique Dans
Enrique Dans (La Corunya, 14 de maig de 1965) és un expert en tecnologies de la informació i professor de Sistemes de la Informació a la IE Business School des de l'any 1990.
Els seus interessos d'investigació se centren en els efectes de les noves tecnologies en persones i empreses. És col·laborador habitual en nombrosos diaris i revistes com El País, El Mundo, Público, ABC, Expansión, Cinco Días, Libertad Digital o PC Actual en temes relacionats amb Internet i les noves tecnologies. Des de 2003 escriu molt activament al seu blog. El seu blog va ser candidat a Millor Weblog en castellà als premis BOBs de 2006.

## Biografia
Va iniciar els seus estudis als Jesuïtes de la Corunya (Santa María del Mar). El seu primer ordinador va ser un regal del seu pare, a qui li acabava de tocar un premi a la loteria de Nadal. L'ordinador, que va rebre durant el seu primer curs universitari, va transformar la seva forma d'estudiar i treballar, i des d'aquell moment es va convertir gairebé en una obsessió per a ell. És doctor en Management, especialitzat en Sistemes d'Informació per la Universitat de Califòrnia, MBA per la IE Business School, Llicenciat en Ciències Biològiques per la Universitat de Santiago de Compostela, i ha cursat estudis post-doctorals a Harvard Business School.
Va participar en la reunió entre els bloggers i Ángeles González-Sinde amb l'objectiu de debatre la Llei Sinde. És un dels impulsors del moviment NoLesVotes. i activista important de ¡Democracia Real YA! i del Moviment dels indignats 15-M, previ a les eleccions municipals i autonòmiques del 22 de maig.